# Ilsa Konrads
Ilsa Konrads, née le 29 mars 1944 à Riga, est une nageuse australienne.

## Carrière
Ilsa Konrads remporte la finale du 400 mètres nage libre aux Jeux de l'Empire britannique et du Commonwealth de 1958 à Cardiff. Elle est médaillée d'argent du 4x100 mètres nage libre aux Jeux olympiques de 1960 à Rome et termine quatrième de la finale du 400 mètres nage libre.
Elle intègre l'International Swimming Hall of Fame en 1971.

## Famille
Son frère John Konrads est aussi un nageur.